# Bellamya trochearis
Bellamya trochearis é uma espécie de gastrópode  da família Viviparidae.
Pode ser encontrada nos seguintes países: Quénia, Tanzânia e Uganda.